# Izabella Simon
Izabella Simon (6 december 1969) is een Hongaarse pianiste.

## Biografie
Izabella Simon werd geboren in Miskolc. Ze begon op haar zevende piano te spelen en ging later naar de Franz Liszt Muziekacademie in Boedapest. Ze studeerde bij György Kurtág, Ferenc Rados, Jenő Jandó en Sándor Falvai.
Ze speelde op festivals zoals de Ittinger Pfingstkonzerte van András Schiff in Zwitserland, Prussia Cove festival in Engeland, Maribor Festival in Slovenië, Salzburger Festspiele, Beethoven Fest in Bonn en het Marlboro Festival in Vermont in de Verenigde Staten. Als soliste speelde ze met internationale ensembles zoals Kremerata Baltica, Camerata Bern en Camerata Zürich. Daarnaast speelde ze ook met muzikanten zoals Heinz Holliger, Steven Isserlis, Miklós Perényi, Christoph Richter, Radovan Vlatkovic, Sylvia Sass, Andrea Rost, Ruth Ziesak en Hanno Müller-Brachmann.
Ze is sinds 1992 gehuwd met Dénes Várjon, de Hongaarse pianist, waarmee ze regelmatig quatre-mains en duetten uitvoert. Ze nam in 2017 de cd The Great Fugue op met hem, met werk van Schumann, Schubert, Mozart en Beethoven. Samen organiseren ze ook kamermuziekfestivals, zoals Kamara.Hu aan de Franz Liszt Akademie.
In 2015 startte ze met een concertreeks voor kinderen, waarbij gefocust wordt op klassieke muziek.
In 2018 stond ze samen met haar echtgenoot en musici van het Budapest Festival Orchestra in het Concertgebouw te Brugge. In 2020 stond het echtpaar samen met het Europees Kamerorkest en concertmeester Lorenza Borrani in deSingel te Antwerpen, in SPOT/De Oosterpoort in Groningen en in de Liszt Akademie in Hongarije, met een programma van Mozart, Beethoven en Bach.